# Comuna Bihun, Ovruci
Bihun (în ucraineană Бігунська сільська рада) este o comună în raionul Ovruci, regiunea Jîtomîr, Ucraina, formată din satele Bihun (reședința), Deleta și Selezivka.

## Demografie
Componența lingvistică a comunei Bihun
     Ucraineană (99,25%)
     Alte limbi (0,75%)
Conform recensământului din 2001, majoritatea populației comunei Bihun era vorbitoare de ucraineană (99,25%), existând în minoritate și vorbitori de alte limbi.